# Aeroportul Weifang
Aeroportul Weifang (IATA: WEF, ICAO: ZSWF) este un aeroport din Shandong, Republica Populară Chineză ce deservește zona Weifang⁠(d). Aeroportul a fost tranzitat în 2022 de 134.749 de pasageri. A fost numit după zona deservită.
Situat la o altitudine de 47 m, aeroportul dispune de o singură pistă. Este operat de HNA Infrastructure Investment Group⁠(d).